# Tjostolv Moland
Tjostolv Moland (28 de febrero de 1981 - 18 de agosto de 2013) fue un oficial del ejército noruego y contratista de seguridad detenido en mayo de 2009 en la República Democrática del Congo (RDC), y condenado (junto con Joshua French) por el asesinato de su conductor y de espionaje para Noruega.

## Biografía
Moland nació y se crio en Vegårshei, Aust-Agder, Noruega. Se unió al ejército cuando tenía diecinueve años, sirvió en la guardia del rey y más tarde en el Batallón de Telemark, donde ocupó el rango de subteniente antes de su renuncia en 2007. Durante su mandato como un oficial del ejército, se hizo amigo de Joshua French, un compañero oficial en las Fuerzas Armadas de Noruega. Después de dejar el ejército, ambos trabajaban en la industria de seguridad privada de una empresa coreana como guardias de seguridad en el Golfo de Adén.
En 2009, después de producirse una persecución, Moland y French eran sospechosos en el asesinato de su conductor, quien fue encontrado muerto en el coche en el que los tres habían estado. Los hombres dijeron que su conductor fue asesinado por hombres armados que aparecieron al paso, y que escaparon a pie. El 8 de septiembre de 2009, un tribunal militar de la República Democrática del Congo en Kisangani (capital de la provincia de Orientale) encontró a los dos culpables de todos los cargos y los condenó a muerte. El gobierno de la República Democrática del Congo, insistió en que los acusados eran soldados noruegos en servicio activo, lo que contradice la insistencia de Noruega que no tenían ninguna relación con su ejército desde 2007.
En la mañana del 18 de agosto de 2013, Moland fue encontrado muerto por su compañero de celda, Joshua French. Su muerte fue confirmada por Espen Barth Eide, quien también informó que la causa de la muerte era aún desconocida.